# Paul Mitroi
Paul Mitroi (n. 6 iulie 1937, Băilești, Dolj, România)  este un fost un opozant al regimului comunist.

## Biografie
Paul Mitroi s-a născut la 6 iulie 1937 în Băilești, județul Dolj. După absolvirea liceului s-a înscris la Facultatea de Drept din cadrul Universității București. În perioada când era student în anul II a participat la mișcările revendicative ale studenților din București în 1956 (vezi Mișcările studențești din București din 1956). A fost printre organizatorii manifestației care urma să aibă loc în Piața Universității în ziua de 5 noiembrie 1956. A fost arestat în ziua de 10 noiembrie 1956, cu câteva ore înainte de manifestația programată. Ancheta sa a fost condusă de locotenent colonel Constantin Popescu, căpitan Gheorghe Enoiu, locotenent major Iosif Moldovan, locotenent major Vasile Dumitrescu, locotenent major Gheorghe Vasile, locotenent major Constantin Oprea și locotenent Nicolae Urucu. A fost judecat în lotul care îi poartă numele, iar prin sentința Nr. 534 din 19 aprilie 1957 a Tribunalului Militar București a fost condamnat la 6 luni închisoare corecțională. A fost eliberat, după executarea sentinței, la 28 mai 1957.
După eliberare, Mitroi și-a terminat studiile universitare absolvind Facultatea de Drept. A activat ca avocat pledant la Tribunalul Sectorului III din București.
Paul Mitroi a fost primul Avocat al Poporului în perioada 1997-2001. În iulie 2001 a fost numit judecător la Curtea Supremă de Justiție.
În anul 2000 a fost decorat cu Ordinul Național „Pentru Merit” în grad de Mare Cruce.